# Věstník Ruské akademie věd
Věstník Ruské akademie věd (rusky Вестник Российской академии наук, Věstnik rossijskoj akaděmii nauk) je měsíčník Ruské akademie věd. Vychází od roku 1931, v té době pod názvem Věstník Akademie věd SSSR. Jsou v něm publikovány články z různých odvětví vědy. Vychází v ruštině a angličtině.